# Phänomene (Walzer)
Phänomene ist ein Walzer von Johann Strauss (Sohn) (op. 193). Das Werk wurde am 17. Februar 1857 im Sofienbad-Saal in Wien erstmals aufgeführt.

## Einzelnachweis
1. ↑  Quelle: Englische Version des Booklets (Seite 44) in der 52 CDs umfassenden Gesamtausgabe der Orchesterwerke von Johann Strauß (Sohn), Hrsg. Naxos (Label). Das Werk ist als vierter Titel auf der 14. CD zu hören.